# Charles Harbutt
Charles Henry Harbutt (29 de julio de 1935 –30 de junio de 2015) fue un fotógrafo estadounidense, presidente de la agencia Magnum en dos ocasiones y profesor asociado de fotografía en la Escuela de Diseño Parsons de Nueva York.

## Biografía
Nació en Camden, y creció en Teaneck, ambas en Nueva Jersey, donde aprendió fotografía en su club fotográfico amateur. Estudió en el Instituto Regis de Nueva York donde tomó fotografías para el diario escolar. Se graduó en la Universidad Marquette.
Su trabajo se encuentra profundamente arraigado en la tradición del fotoperiodismo moderno. Durante los primeros veinte años de su carrera colaboró con importantes revistas de Estados Unidos, Europa y Japón. Su trabajo era a menudo intrínsecamente político, exhibiendo acontecimientos sociales y económicos. En 1959, mientras trabajaba como escritor y fotógrafo para la revista católica Jubilee, fue invitado por miembros clandestinos partidarios de Fidel Castro para documentar la revolución cubana, lo que se vio reflejado en tres fotografías publicadas en la revista Modern Photography.
Se unió a la agencia Magnum y fue elegido presidente de la organización dos veces, la primera en 1979. Abandonó el grupo en 1981, ya que tenía intereses cada vez más comerciales y deseaba realizar un trabajo más personal. Enseñó en talleres de fotografía, realizó exposiciones individuales y colectivas en diferentes países y unió la facultad de la Escuela de Diseño Parsons en la New School University como profesor con dedicación exclusiva. También realizó conferencias como artista invitado en el Instituto Tecnológico de Massachusetts, en el Instituto de Arte de Chicago y en la Escuela de Diseño de Rhode Island. Fue miembro fundador del Archive Pictures Inc. que era una cooperativa de fotógrafos documentales internacionales. También fue miembro de la American Society of Media Photographers.
Su trabajo ha estado expuesto en el Museo de Arte Moderno de Nueva York, el Museo Nacional de Historia americana, la Galería de Arte Corcoran, la Biblioteca del Congreso de Estados Unidos, George Eastman House, el Instituto de Arte de Chicago, el Centro Internacional de Fotografía, el Centro para la Fotografía Creativa, la Biblioteca Nacional de Francia, el Centro Pompidou y el Casa Europea de la Fotografía en París.
En 1997, sus negativos, impresiones maestras y sus archivos fueron adquiridos para la colección del Centro para la Fotografía Creativa en Tucson, Arizona.
En diciembre de 2000, realizó una gran exposición de su trabajo en el Centro de la Imagen de Ciudad de México. En 2004,  recibió la medalla de la Ciudad de Perpiñán en una exposición retrospectiva de su trabajo. Murió, con 79 años, en Monteagle, el 30 de junio de 2015, a causa de un enfisema.

## Libros
- 1969 - America In Crisis (América en Crisis): Charles Harbutt, Mitchel Levitas, Lee Jones y Magnum Fotos, Holt, Rinehart, y Winston, ISBN 9780030810206
- 1974 - Travelog: Charles Harbutt, [[MIT|The MIT Press]], ISBN 9780262580267
- 1986 - Progreso: Charles Harbutt,  Archive Pictures, ISBN 9780961757502
- 2012 - Departures and Arrivals (Salidas y Llegadas): Charles Harbutt, Damiani, ISBN 9788862082433